# Charlene Warren-Peu
Charlene Evelyn Dolly Warren-Peu (Adamstown, 9 giugno 1979) è una politica britannica, dal 2020 al 2022 sindaco di Adamstown (e quindi capo di governo delle Isole Pitcairn), prima donna a ricoprire permanentemente tale incarico.

## Biografia
Warren-Peu è nata a Pitcairn da Jay Warren e Carol Grace Christian, ed è una discendente di ottava generazione degli ammutinati del Bounty che originariamente si stabilirono a Pitcairn. Dirige l'ufficio postale dell'isola, gestisce un alloggio per i visitatori e produce miele con suo marito Vaine Warren-Peu, un cookese. La coppia ha cinque figli.
Warren è stata eletta nel Consiglio dell'isola nel 2013. È stata eletta Vice Sindaco nel 2015 e rieletta per la carica nel 2017. Alle elezioni generali del 2019, è stata eletta sindaco con una netta vittoria.